# Effektive Größen
Effektive Größen werden in der Fotografie, vor allem in der Makrofotografie, verwendet, um einige Definitionen auf den Nahbereich zu erweitern.
Viele Definitionen und Formeln in der Fotografie sind von der Entfernung zum Motiv völlig unabhängig oder beziehen sich stillschweigend auf eine im Vergleich zur Brennweite sehr große Entfernung zum Motiv. Beispiele dafür sind: Lichtstärke bzw. Blendenzahl, Bildwinkel und daraus abgeleitete Größen wie die korrekte Belichtungszeit.
Bei Entfernungen in der Größenordnung der Brennweite liegt die Bildebene jedoch nicht mehr auf der Brennebene, so dass in der Makrofotografie in den Formeln die Brennweite f durch die Bildweite b ersetzt werden muss.
Bezieht man sich auf die Bildweite anstelle der Brennweite, so spricht man zur Unterscheidung von effektiven Größen wie. z. B. von effektiver Lichtstärke und effektivem Bildwinkel:
| Entfernung ∞                                                                  | Nahbereich |
| ----------------------------------------------------------------------------- | --- |
| Lichtstärke: {\displaystyle \displaystyle {\frac {D}{f}}}                     | effektive Lichtstärke: {\displaystyle \displaystyle {\frac {D}{b}}={\frac {D}{f}}-{\frac {D}{g}}}                                                                |
| Bildwinkel: {\displaystyle 2\cdot \arctan \left({\frac {d}{2\cdot f}}\right)} | effektiver Bildwinkel: {\displaystyle 2\cdot \arctan \left({\frac {d}{2\cdot b}}\right)=2\cdot \arctan \left({\frac {d}{2\cdot f}}-{\frac {d}{2\cdot g}}\right)} |

Aus den effektiven Werten abgeleitete Größen – wie z. B. die zur korrekten Belichtung erforderliche Belichtungszeit, die sich aus der effektiven Lichtstärke und der Motivhelligkeit ergibt – erhalten ebenfalls den Zusatz effektiv, also in diesem Fall effektive Belichtungszeit. Sie ergibt sich aus der Belichtungszeit B (also nicht der effektiven) durch {\displaystyle B_{\text{eff}}=B\cdot {\frac {b^{2}}{f^{2}}}}
- In der Fotografie und in der Optik gibt es den Begriff effektive Brennweite. Dieser bezieht sich aber nicht wie hier beschrieben auf die Gegenstandsweite, sondern bezeichnet einfach die Brennweite eines aus mehreren brechenden Elementen zusammengesetzten Systems, z. B. eines Objektivs.